# Procarduelis nipalensis
Il carpodaco del Nepal o carpodaco oscuro (Procarduelis nipalensis (Hodgson, 1836)) è un uccello passeriforme appartenente alla famiglia Fringillidae: esso rappresenta l'unica specie ascritta al genere Procarduelis Blyth, 1843.

## Etimologia
Il nome scientifico del genere, Procarduelis, deriva da Carduelis (nome latino del cardellino, cui si somma il prefisso di origine greca pro- (da προ-, "davanti"). Il nome della specie, nipalensis, ne indica invece chiaramente la provenienza.

## Descrizione

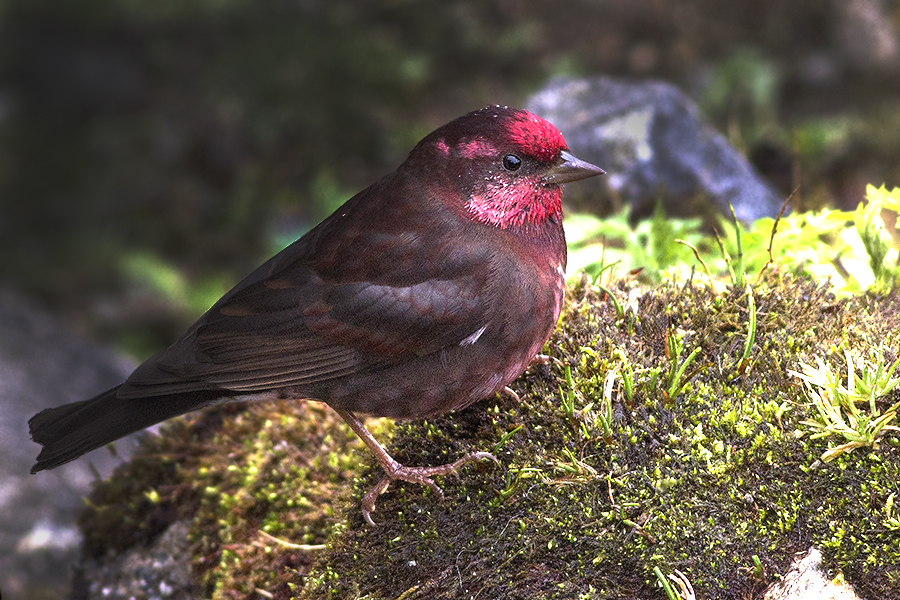
Maschio nel Sikkim.

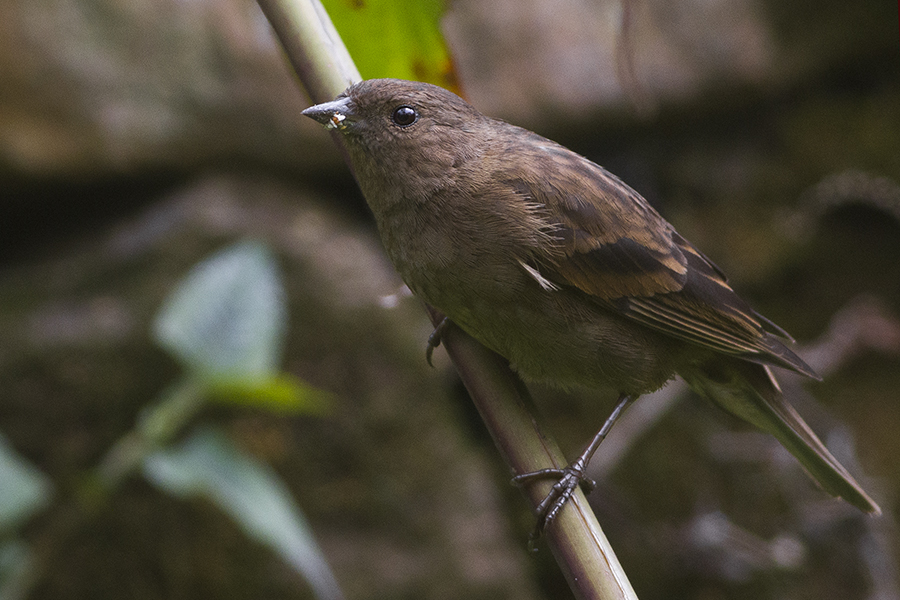
Femmina nel Sikkim.

### Dimensioni
Misura 15–16 cm di lunghezza, per 20-24 g di peso.

### Aspetto
Si tratta di uccellini dall'aspetto massiccio, con grossa testa, becco conico e piuttosto sottile, ali appuntite e coda dalla punta lievemente forcuta: nel complesso, specialmente i maschi possono ricordare alcuni estrildidae africani (come gli amaranti dei generi Hypargos e Lagonosticta).
Il dicromatismo sessuale è molto evidente: i maschi, infatti, presentano piumaggio quasi interamente di colore rosso scuro (da cui il nome comune di "carpodaco oscuro"), con tendenza a schiarirsi divenendo quasi rosa carico su gola, fronte, area auricolare-superciliare e su ventre e sottocoda, mentre ali e coda sono più scure e quasi nerastre. Le femmine, invece, sono quasi interamente grigiastre, con ali e coda più scure e presenza di sfumature bruno-olivastre sul dorso.

In ambedue i sessi gli occhi sono di colore bruno, il becco è nerastro e le zampe sono di colore carnicino-nerastro.

## Biologia

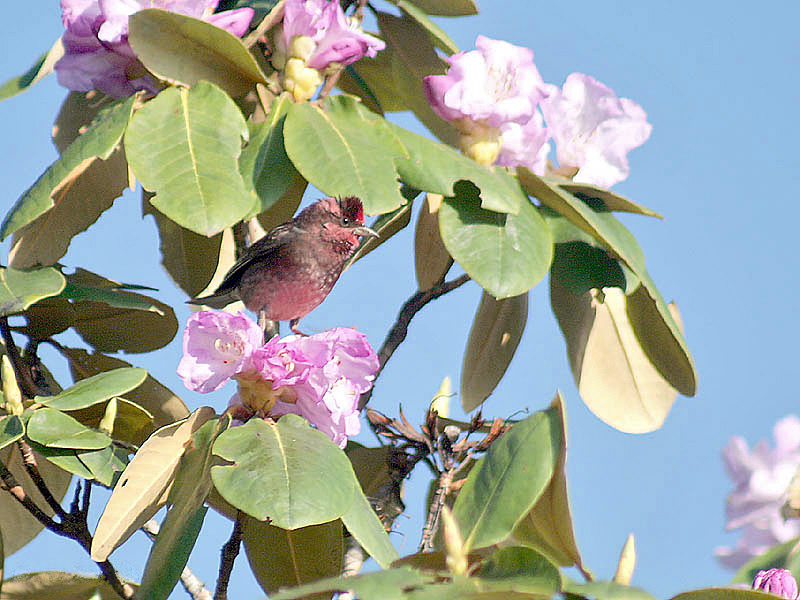
Maschio nei pressi di Kullu.

Si tratta di uccelli dalle abitudini essenzialmente diurne, e tendono a spostarsi in coppie o in piccoli gruppi, passando la maggior parte della giornata alla ricerca di cibo, tenendosi in contatto costante mediante richiami fischianti.

### Alimentazione
Questi uccelli hanno dieta perlopiù granivora, composta da semi e granaglie, ma anche da altri alimenti di origine vegetale come bacche, germogli, nettare di rododendro, boccioli, ed occasionalmente anche di insetti ed altri piccoli invertebrati.

### Riproduzione
La riproduzione di questi uccelli non è ancora stata osservata: gli unici dati disponibili sono le osservazioni di esemplari in amore in giugno e agosto. Tuttavia, si pensa che la riproduzione del ciuffolotto nucadorata non differisca significativamente, per modalità e tempistica, da quella di altre specie affini.

## Distribuzione e habitat

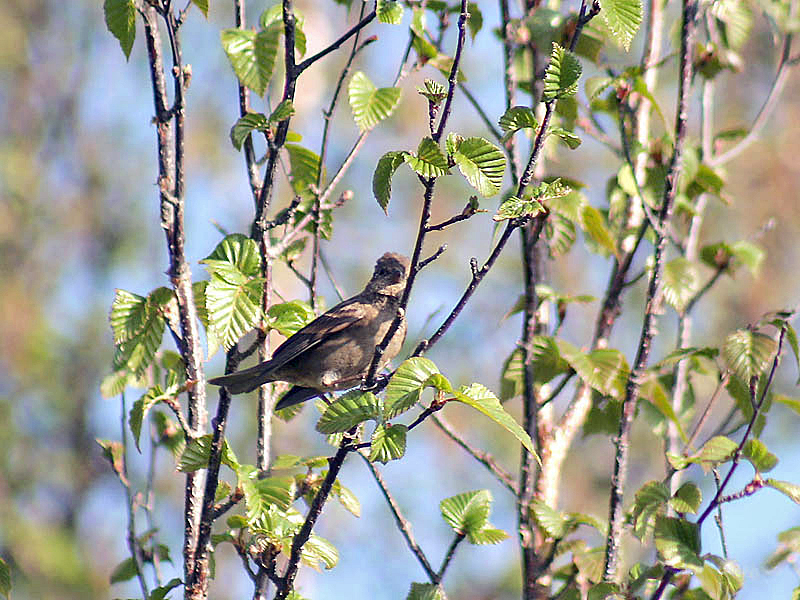
Femmina nei pressi di Kullu.

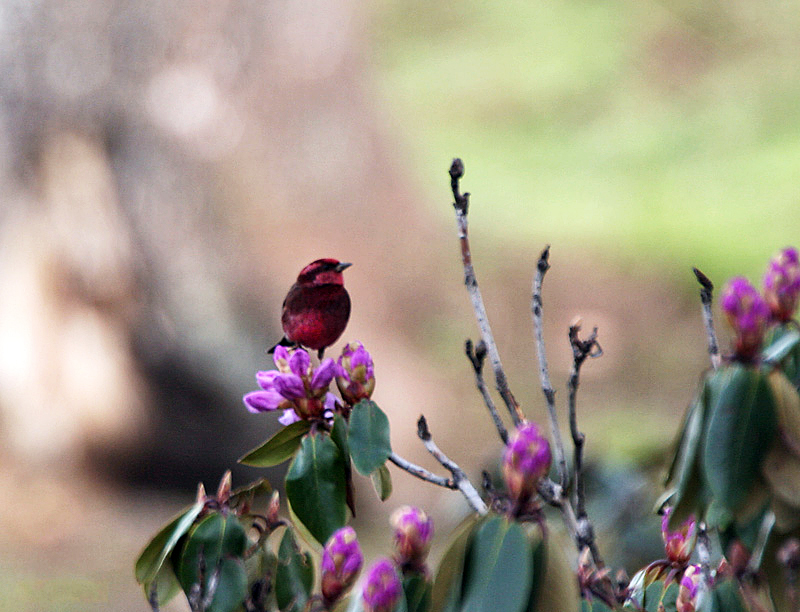
Maschio in natura.

A dispetto del nome comune, il ciuffolotto del Nepal non si trova solo in Nepal: questa specie colonizza infatti buona parte delle pendici meridionali dell'Himalaya, dall'India nord-occidentale (stati dell'Himachal Pradesh e dell'Uttarakhand) al confine orientale fra India (Arunachal Pradesh) e Tibet, spingendosi a oriente nelle province cinesi del Gansu meridionale, Sichuan occidentale e Yunnan nord-occidentale, oltre ad essere osservabile anche nell'estremo nord della Birmania e nel Tonchino occidentale.
L'habitat di questi uccelli è rappresentato dalle pinete e dai querceti montani e submontani con abbondanza di sottobosco, oltre che dalle foreste a prevalenza di rododendro.

## Tassonomia
Se ne riconoscono due sottospecie:

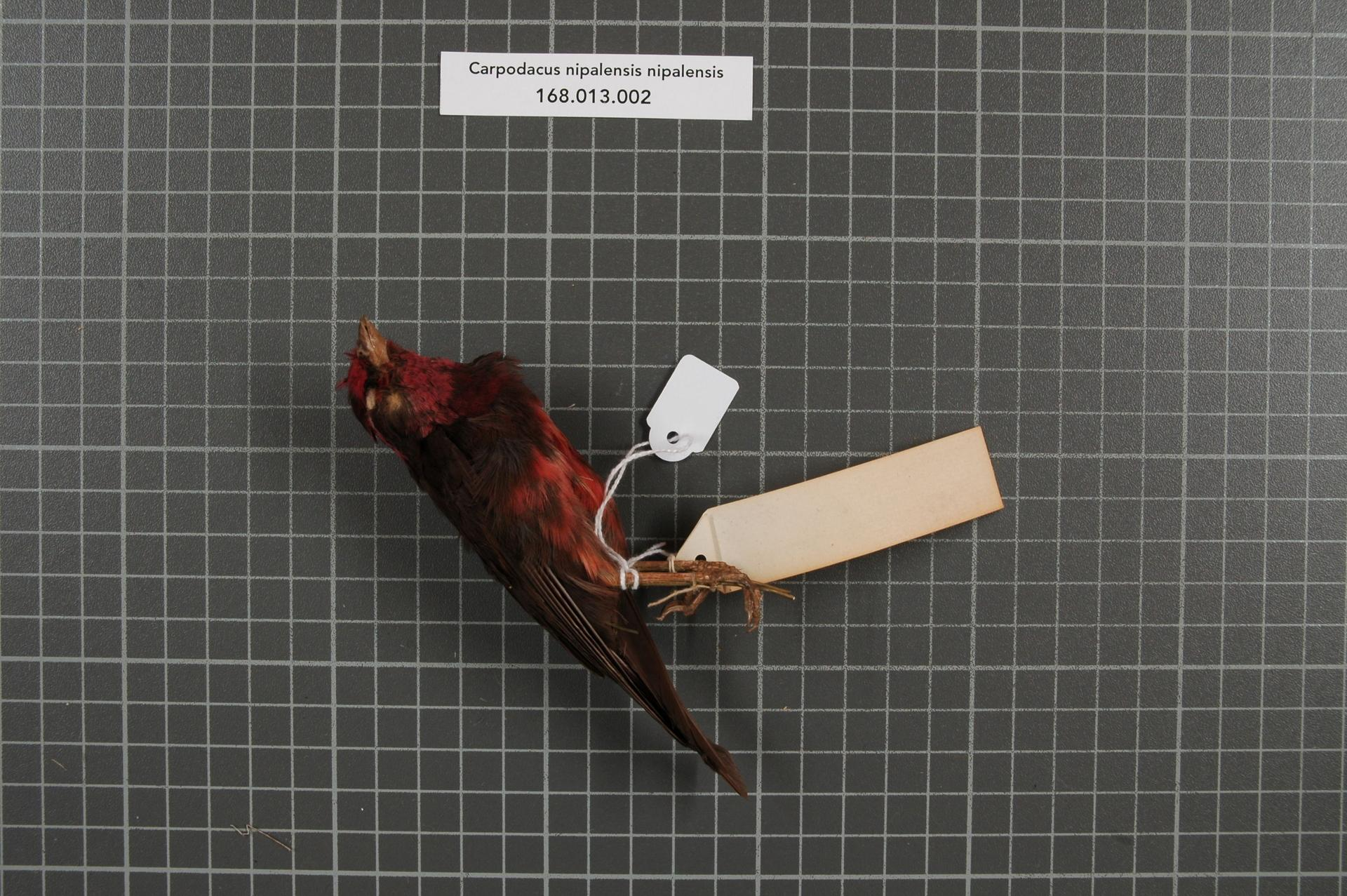
Maschio impagliato della sottospecie nominale.

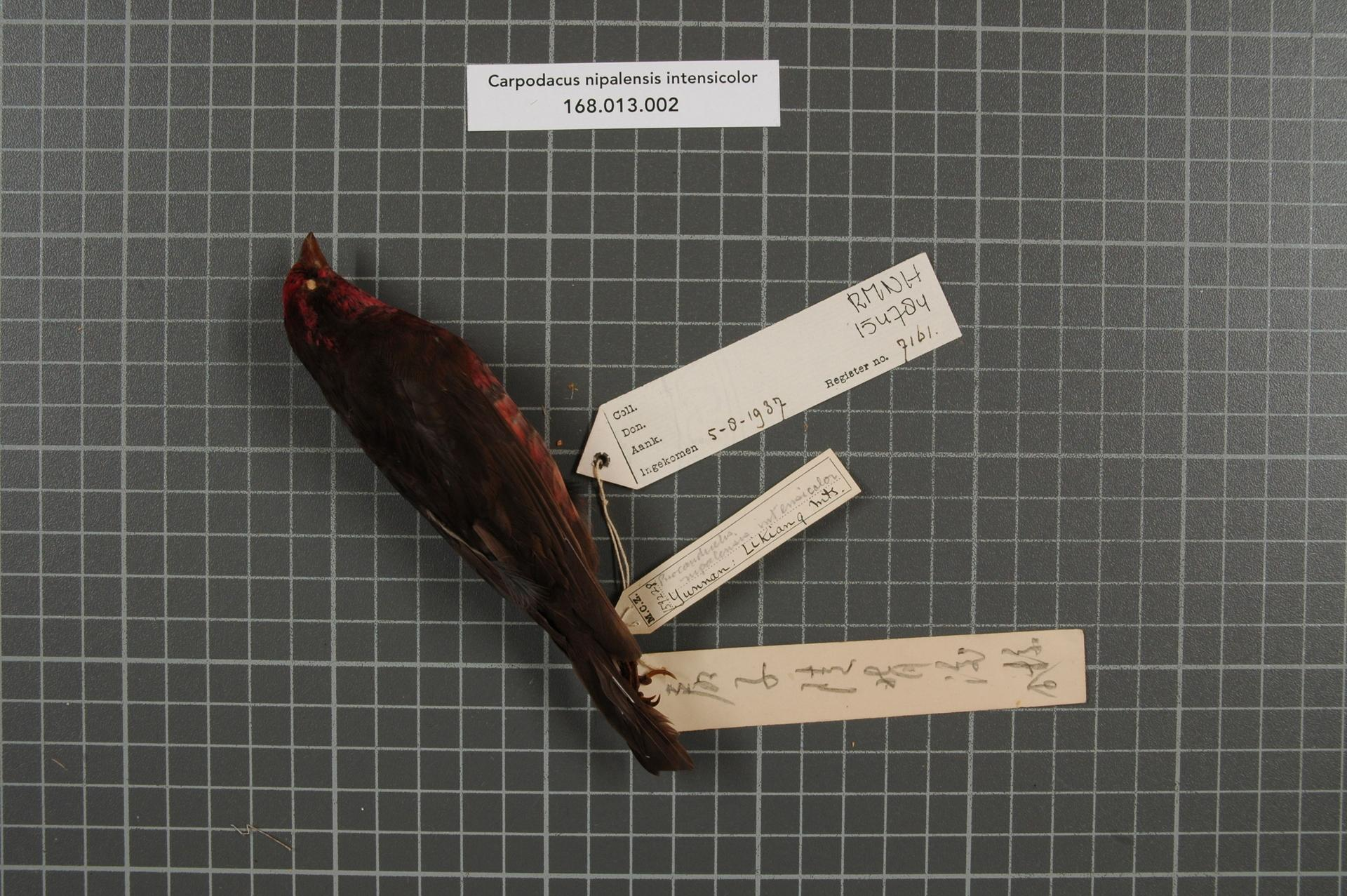
Maschio impagliato della presunta sottospecie intensicolor.

- Procarduelis nipalensis nipalensis (Hodgson, 1836) - la sottospecie nominale, diffusa nella porzione orientale dell'areale occupato dalla specie;
- Procarduelis nipalensis kangrae Whistler, 1939 - diffusa in India nord-occidentale.

Le due sottospecie si differenziano fra loro essenzialmente in base a criteri morfologici, con presenza di un aumento di scurezza del piumaggio in direttrice W-E.
Alcuni autori identificano una terza sottospecie, P. nipalensis intensicolor, comprendente le popolazioni più orientali attribuibili a questa specie e solitamente sinonimizzata con la sottospecie nominale.
In passato questi uccelli sono stati tradizionalmente classificati nel genere Carpodacus: le recenti revisioni tassonomiche in seguito alle analisi del DNA mitocondriale ne hanno fatta sembrare più corretta l'assegnazione a un proprio genere monotipico, Procarduelis, il quale si annida nella tribù dei Pyrrhulini (e non dei Carpodacini, coi quali non risulta strettamente imparentato, similmente all'affine Agraphospiza), nell'ambito della quale forma un clade ben definito col genere Leucosticte.